# Política econômica procíclica
A política econômica procíclica consiste no conjunto de ações governamentais levadas a cabo no mesmo sentido que os ciclos econômicos, isto é, aumentar a despesa pública e reduzir os impostos durante os períodos de crescimento económico, e reduzir a despesa e aumentar os impostos durante uma recessão.
As políticas econômicas procíclicas são amplamente criticadas por acrescentar o ciclo econômico, especialmente em situações de recessão.